# Manöverstrategie
Die Manöverstrategie ist ein Prinzip der Kriegführung, in der versucht wird, durch vorsichtiges Agieren eine Schlacht möglichst zu vermeiden. Im Zeitalter des Absolutismus hatten die stehenden Heere der einzelnen Länder durch unaufhörlichen Drill und jahrelanges Exerzieren eine hohe Manövrierfähigkeit erhalten. Die Feldherren versuchten, den direkten Kampf zu vermeiden, falls eine Schlacht nur mäßigen strategischen Gewinn versprach und das Risiko hoch war, die sorgfältig ausgebildeten Soldaten zu verlieren. Der Gegner sollte stattdessen mit einer Hinhaltetaktik ermüdet werden. Vorrang hatte dabei die Aufrechterhaltung der eigenen Schlachtordnung, die den Erfordernissen der Lineartaktik entsprach. Ihren Namen erhielt diese Vorgehensweise wegen ihres Charakteristikums, durch das Manövrieren und Taktieren einen möglichst großen Einfluss auf die Schlachtentscheidung zu nehmen.